# WNBA Draft 2016
Der WNBA Draft 2016 war die 20. Talentziehung der Women’s National Basketball Association und fand am 14. April 2016 in der Mohegan Sun Arena in Uncasville im US-Bundesstaat Connecticut statt. Die erste Runde des Draft wurde landesweit auf ESPN2 ausgestrahlt. Die zweite und dritte Runde waren auf ESPNU zu sehen.
Insgesamt wurden in drei Runden 36 Spielerinnen von den WNBA-Franchises ausgewählt. Mit dem First Overall Draft-Pick wählten die Seattle Storm die US-Amerikanerin Breanna Stewart aus. An zweiter Stelle wurde die US-Amerikanerin Moriah Jefferson von den San Antonio Stars und an dritter Stelle die US-Amerikanerin Morgan Tuck von den Connecticut Sun ausgewählt.

## WNBA Draft

### Runde 1
| Pick | Spielerin         | Nationalität       | WNBA-Mannschaft    | College / Profi-Verein        |
| ---- | ----------------- | ------------------ | ------------------ | ----------------------------- |
| 1    | Breanna Stewart   | Vereinigte Staaten | Seattle Storm      | University of Connecticut     |
| 2    | Moriah Jefferson  | Vereinigte Staaten | San Antonio Stars  | University of Connecticut     |
| 3    | Morgan Tuck       | Vereinigte Staaten | Connecticut Sun    | University of Connecticut     |
| 4    | Rachel Banham     | Vereinigte Staaten | Connecticut Sun    | University of Minnesota       |
| 5    | Aerial Powers     | Vereinigte Staaten | Dallas Wings       | Michigan State University     |
| 6    | Jonquel Jones     | Bahamas            | Connecticut Sun    | George Washington University  |
| 7    | Kahleah Copper    | Vereinigte Staaten | Washington Mystics | Rutgers University            |
| 8    | Courtney Williams | Vereinigte Staaten | Phoenix Mercury    | University of South Florida   |
| 9    | Tiffany Mitchell  | Vereinigte Staaten | Indiana Fever      | University of South Carolina  |
| 10   | Imani Boyette     | Vereinigte Staaten | Chicago Sky        | University of Texas at Austin |
| 11   | Bria Holmes       | Vereinigte Staaten | Atlanta Dream      | University of West Virginia   |
| 12   | Adut Bulgak       | Kanada             | New York Liberty   | Florida State University      |

### Runde 2
| Pick | Spielerin       | Nationalität                   | WNBA-Mannschaft    | College / Profi-Verein        |
| ---- | --------------- | ------------------------------ | ------------------ | ----------------------------- |
| 13   | Rachel Hollivay | Vereinigte Staaten             | Atlanta Dream      | Rutgers University            |
| 14   | Jazmon Gwathmey | Vereinigte Staaten Puerto Rico | Minnesota Lynx     | James Madison University      |
| 15   | Whitney Knight  | Vereinigte Staaten             | Los Angeles Sparks | Florida Gulf Coast University |
| 16   | Courtney Walker | Vereinigte Staaten             | Atlanta Dream      | Texas A&M University          |
| 17   | Jamie Weisner   | Kanada                         | Connecticut Sun    | Oregon State University       |
| 18   | Ruth Hamblin    | Kanada                         | Dallas Wings       | Oregon State University       |
| 19   | Lia Galdeira    | Vereinigte Staaten             | Washington Mystics | Washington State University   |
| 20   | Jillian Alleyne | Vereinigte Staaten             | Phoenix Mercury    | University of Oregon          |
| 21   | Brene Moseley   | Vereinigte Staaten             | Indiana Fever      | University of Maryland        |
| 22   | Bashaara Graves | Vereinigte Staaten             | Minnesota Lynx     | University of Tennessee       |
| 23   | Brianna Butler  | Vereinigte Staaten             | Los Angeles Sparks | Syracuse University           |
| 24   | Ameryst Alston  | Vereinigte Staaten             | New York Liberty   | Ohio State University         |

### Runde 3
| Pick | Spielerin          | Nationalität           | WNBA-Mannschaft    | College / Profi-Verein                |
| ---- | ------------------ | ---------------------- | ------------------ | ------------------------------------- |
| 25   | Brittney Martin    | Vereinigte Staaten     | San Antonio Stars  | Oklahoma State University             |
| 26   | Lexi Eaton Rydalch | Vereinigte Staaten     | Seattle Storm      | Brigham Young University              |
| 27   | Aliyyah Handford   | Vereinigte Staaten     | Connecticut Sun    | St. John’s University                 |
| 28   | Niya Johnson       | Vereinigte Staaten     | Atlanta Dream      | Baylor University                     |
| 29   | Talia Walton       | Vereinigte Staaten     | Los Angeles Sparks | University of Washington              |
| 30   | Shakena Richardson | Vereinigte Staaten     | Dallas Wings       | Seton Hall University                 |
| 31   | Danaejah Grant     | Vereinigte Staaten     | Washington Mystics | St. John’s University                 |
| 32   | Nirra Fields       | Kanada                 | Phoenix Mercury    | University of California, Los Angeles |
| 33   | Julie Allemand     | Belgien                | Indiana Fever      | BC Castors Braine                     |
| 34   | Jordan Jones       | Vereinigte Staaten     | Chicago Sky        | Texas A&M University                  |
| 35   | Temi Fagbenle      | Vereinigtes Königreich | Minnesota Lynx     | University of Southern California     |
| 36   | Shacobia Barbee    | Vereinigte Staaten     | New York Liberty   | University of Georgia                 |